# H.P. Lange
H.P. Lange (28. april 1963) er en dansk bluesmusiker. Han startede som præstesøn sin musikalske løbebane med at synge i kirkekor. Som 16. årig hørte H.P. blues med Matt Murphy og Sonny Boy Williamson og valgte at dyrke den akustiske bluesmusik. Fra omkring 1988 begyndte han at optræde professionelt og spiller ca. 100 koncerter om året i både Norden, Europa og USA. H.P. Lange optræder med akustisk guitar, National Steelguitar, sang og en sjælden gang banjo.
Han har turneret i mere end 25 år, dels med sit eget Band The Delta Connection, dels med en række af den danske bluesscenes etablerede musikere, bl.a. Troels Jensen, Ronni Boysen, Jørgen Lang, Paul Banks og Peter Nande

## The Delta Connection
I 2006 dannede H.P. Lange trioen The Delta Connection med Paul Junior på bas og Søren Poulsen på trommer. Paul Junior er oprindelig fra Texas, men bor nu i Århus. I 2008 blev trommeslageren Jens Kristian Dam, nyt medlem af bandet. På udgivelsen Travelling man blues fra 2016 er hans besætning: Dave Strevens (Kontrabas), Niels Bonefass (Banjo, (Violin), og Jens Kristian Dam, Trommer. Paul Junior var stadig med på den efterfølgende turneen, som både bød på egne kompositioner og klassikere, som Lange har tilegnet sig på turneer i USA.

## Diskografi
H.P. Lange har udgivet følgende albums:
- Stop Breakin’ down (med Thomas Holm), Olufsen Records (1995)
- Ain’t jivin’, Olufsen Records (2000)
- Take me home (med Troels Jensen), Olufsen Records (2002)
- Alongside the blues (med Troels Jensen, Hugo Rasmussen & Jarno Varsted), Olufsen Records (2004)[2]
- H.P.Lange & The Delta Connection, Midget Records (2006)
- Change sometime (med Troels Jensen, Hugo Rasmussen, Jarno Varsted) (2007)
- A compilation of roots blues - 20 years anniversary (dobbelt CD (2008))
- Saturday Night – Sunday Morning (med Troels Jensen & Hugo Rasmussen) (2010)
- Motor Blues, Motorploven (2013)
- Travelling man blues, Big Gumbo (2016).[1]

## Priser
- 2001 Danish Music Award (Grammy), Bedste roots cd ”Ain’t Jivin’”
- 2003 Danish Music Award (Grammy), Bedste roots cd ”Take me home”
- 2011 Copenhagens Blues Festival, Årets blues navn

Priskomitéens begrundede prisen således:
"Prisen gives for din betydelige indsats indenfor akustisk Roots og Delta Blues. Priskomitéen har især lagt vægt på din store indsigt i genren, på din autencitet i fortolkninger og egne sange, og ikke mindst på din virtuose og karakteristiske finger-picking teknik.
Du fremstår som en seriøs og værdig repræsentant for dansk bluesmusik, og du ønskes held og lykke i din videre karriere." 
Desuden har H.P. Lange været nomineret som bedste danske folk-intrumentalist og som bedste sangskriver ved Danish Music Award.